# A・J・ジョンソン (コーナーバック)
A・J・ジョンソン（Anthony Sean Johnson 1967年6月22日- ）はカリフォルニア州ロンポク出身の元アメリカンフットボール選手。NFLのワシントン・レッドスキンズなどでプレーした。ポジションはコーナーバック。

## 経歴
テキサス州立大学サンマルコス校から1989年のNFLドラフト6巡目149番目にワシントン・レッドスキンズに指名されて入団した。新人の1989年には全16試合出場しダレル・グリーンの欠場もあり8試合に先発出場し4インターセプト、1タッチダウン（94ヤードのインターセプトリターンTD）をあげた。1990年は5試合出場（先発出場なし）、1991年は開幕前に手首の手術を行い11試合出場（先発出場なし）にとどまったが、第26回スーパーボウルで優勝を経験、1992年には14試合出場（11試合先発出場）した。1993年は13試合出場（3試合先発出場）、1994年は11試合出場（先発出場なし）に終わり、フリーエージェントになった1995年にサンディエゴ・チャージャーズに移籍したが1試合の出場に終わりその年現役を引退した。1989年にはキックオフリターンでも起用された。